# Puerto de la Cañada del Horno
El puerto de Cañada del Horno es un puerto de montaña situado en la parte central de la sierra de Piedra Aguda, al suroeste de la provincia de Ávila, en España.

## Situación
Tiene 1767 metros de altitud y comunica el valle del Alto Alberche con el del Alto Tormes, a través de una carretera local que une las localidades de San Martín de la Vega del Alberche y  Barajas, anejo de Navarredonda de Gredos, en cuyo término municipal está situada la coronación del mismo.